# Hothouse Creations
Hothouse Creations était une entreprise britannique de développement de jeux vidéo fondée en 1996. Le premier jeu du studio, Gangsters : Le Crime organisé, s'est vendu à plus de 500 000 exemplaires dans le monde.
En 2004, Hothouse Creations est racheté par ZOO Digital Group PLC. Le dernier jeu développé par le studio est Crime Life: Gang Wars.

## Jeux développés
- Gangsters : Le Crime organisé (1998)
- Abomination: The Nemesis Project (1999)
- Pavillon noir (1999)
- Gangsters 2 (2001)
- Casino, Inc. (2003)
- Crime Life: Gang Wars (2005)